# Факультет історії, політології і міжнародних відносин ПНУ ім.Василя Стефаника
Факультет історії, політології і міжнародних відносин ПНУ ім. Василя Стефаника — підрозділ університету веде свою історію заснування з 1940 р. коли було засновано Станіславський учительський інститут.

## Керівництво
Декан факультету: доцент Гурак Ігор Федорович
Заступник декана з навчальної роботи: к.і.н, доцент Міщук Андрій Іванович
Заступник декана з виховної роботи: к.і.н, доцент Галицька-Дідух Тамара В'ячеславівна
Заступник декана з наукової роботи: к.і.н, доцент Кобець Юлія Василівна

## Історія факультету

### Назви
- Історичний факультет 1940—1941; 1944—1950;
- Історико-філологічний 1950—1969;
- Історико-педагогічний 1969—1992;
- Історичний факультет 1992—2005;
- Інститут історії і політології 2005—2007;
- Інститут історії, політології і міжнародних відносин 2005—2016
- Факультет історії, політології і міжнародних відносин з 2016

### 1940-ві
Першим деканом вважається П. Великий, Факультет історії увійшов у трійку найстаріших навчальних підрозділів університету. Його було створено, на наступний рік після анексії Східної Галичини Радянським Союзом. В перший рік на факультеті навчалося рекордні на той час 300 студентів. Навчання базувалось на програмі Наркомату освіти УРСР.
В 1941-му розпочалась Радянсько-німецька війна, викладачі та студенти факультету відправились на фронт. В боротьбі з німецьким нацизмом загинули декан П.Великий, викладач І.Поповський, студенти Майданський, Карауш та інші.
30 серпня 1944-го року Інститут відновив діяльність на факультет історії було зараховано 49 студентів. В 40-ві роки ХХ-го ст. на факультеті працювали такі відомі викладачі історії, як: доценти Денисовець, П.Рущенко, М. Струмінський

### Університет під час Другої світової війни
Ряд викладачів історичного факультету були учасниками Другої світової війни: Васюта Іван Кирилович, Карпенко Олександр Юхимович, Духніч Василь Афанасійович, Червінкін-Корольов Іван Іванович, Патлажан Юхим Ізраїльович, загинули декан П.Л.Великий та Поповський І.
Воювали також викладачі які згодом покинули викладацьку діяльність в інституті історії Прикарпатського університету серед них Денесовець Павло, Рущенко Петро,  майор Січкар Григорій, Побережний Іван, капітан Яцків Павло

### 1950-1991
11 серпня 1950-го року наказом Міністерства Вищої освіти СРСР №1234 від 24 липня 1950-го року Станіславський учительський інститут було переформатовано в Станіславський Державний Педагогічний Інститут.
В 1960-ті на факультеті працювали такі відомі історик, як: доцент В.Духніч, П.Рущенко,та кандидати наук Васюта Іван Кирилович і Патлажан Юхим Ізраїльович.
1963-го року Федорчак Петро став першим випускником факультету, який захистив кандидатську дисертацію з історії західних областей України.
1969-го року було створено нові дві кафедри 1-ша історії СРСР та УРСР, 2-га загальної історії.
В 1972 р. Васюта Іван Кирилович став першим викладачем факультету, який захистив докторську дисертацію на тему: Аграрні відносини і революційна боротьба селянства Західної України 1919–1939 рр.». 1972-го було створено нову кафедру факультету піонерської та комсомольської роботи, яка діяла до кінця 80-х рр.
З Інституту суспільних наук АН УРСР (м.Львів) на факультет прибули Грабовецький Володимир Васильович та Карпенко Олександр Юхимович.
1975-го року Васюта Іван Кирилович став першим професором факультету. 1977-го професором став Карпенко Олександр Юхимович, 1978-го Федорчак Петро Степанович.
1980-го року Грабовецький Володимир Васильович став професором факультету. Кандидатські дисертації захистили Кугутяк Микола Васильович, Кафарський В, Сілецький В, Соя М, Сворак С
1989-го року Патлажан Юхим Ізраїльович став професором факультету
В тому ж році значну частину вступників склали колишні військовослужбовці РА, в т.ч. учасники радянсько-афганської війни. 
Станом на 1990 рік в УРСР діяв двадцять один факультет історії, один з ним це факультет історії та педагогіки Івано-Франківського педагогічного інституту.
1990-го року Заборовський Ярослав Юрійович став професором факультету. Цього ж року на факультеті шляхом розділення кафедри історії СРСР та УРСР була створення кафедра історії України, її першим завідувачем став професор Грабовецький Володимир Васильович і був ним до 2007 р.

### В часи незалежності України
1991-го року деканом факультету було обрано Іванцева Ігора Денисовича. Заступником декана став доцент Марущенко Олександр Володимирович (з 1992 до 1999).
1992-го року згідно указу Президента України Кравчука Леоніда Івано-Франківський педагогічний університет було переформатовано в Прикарпатський національний університет імені Василя Стефаника.
1993 року, шляхом реорганізації кафедри загальної історії було створену кафедру історії Стародавнього світу та Середніх віків її завідувачем став професор Заборовський Ярослав Юрійович, також було створено кафедру нової і новітньої історії першим завідувачем став Кугутяк Микола Васильович
1993-го також була заснована кафедра історії слов'ян першим завідувачем став професор Федорчак Петро Степанович був ним до 2006 р.
1996-го року Кугутяк Микола Васильович отримав звання професора.
2000-го року була створена кафедра історіографії та джерелознавства. 2002-го року Савчук Борис Петрович став професор кафедри історіографії. Він став першим завідувачем кафедри і її головою з 2000 до 2005 р. З 2005 до 2021 року кафедру очолював доцент Марущенко О.В. В 2002 році заступником директора інституту історії і політології став Москалюк Михайло Федорович (з 2002 до 2016).
2000 року на факультеті історії відкрили підрозділ політології, того ж року була створена кафедра політології. Першим її очільником став професор Сворак Степан Дмитрович, який в 2005 році покинув посаду. Молоду кафедру очолив перший кандидат політичних наук в Івано-Франківській області Москалюк Михайло Федорович.. Того ж року змінився керівник кафедри і ним став професор Марчук Василь Васильович. В 2014 році кафедру очолив професор Климончук Василь Йосипович.
2006-го року декан факультету професор Кугутяк Микола Васильович залишив посаду завідувача кафедри всесвітньої історії, новим завідувачем став Жерноклеєв Олег Станіславович, проте Микола Васильович став ініціатором створення кафедри етнології та археології і став її першим завідувачем, залишався ним до 2014 р. Того ж року Федорчак Петро Степанович залишив посаду завідувача кафедри ЦСЄ, його замінив Комар Володимир Леонович.
2007-го року посаду завідувача кафедри історії України залишив професор Грабовецький Володимир Васильович, його наступником став Райківський Ігор Ярославович.
2007-го року на факультеті історії та політології з'явився підрозділ міжнародних відносин. Того ж року була створена кафедра міжнародних відносин, біля її витоків стоять професор Сардачук Петро Данилович, який був її завідувачем з 2007 до 2011 та професор Куравський Зіновій Васильович. На кафедрі також працює професор та ректор ПНУ ім.Василя Стефаника Цепенда Ігор Євгенович. Ігор Євгенович також являвся головою кафедри міжнародних відносин з 2011 до 2014 р. З 2014 р. кафедру очолює Стецюк Наталія Миколаївна.
2009-го Іванцев Ігор Денисович став професором факультету.
2010-го року на факультеті історії, політології та міжнародних відносин була створена кафедра іноземних мов та перекладу. Наразі її очолює Ткачівська Марія Робертівна
2011-го року Жерноклеєв Олег Станіславович, отримав звання професора кафедри всесвітньої історії.
2012-го року Великочий Володимир Степанович та Комар Володимир Леонович стали професорами кафедри історіографії та історії ЦСЄ відповідно. 2013-го року звання професора кафедри ЦСЄ отримав Пилипів І.В. 2015-го року Паньків Михайло Ілліч та Райківський Ігор Ярославович отримали звання професора кафедри етнології та історії України відповідно. Монолатій Іван Сергійович 2012 року став професором кафедри політології після захисту докторської на тему:«Інституціоналізація та діяльність етнічних політичних акторів в Австро-Угорщині (на прикладі Галичини і Буковини)»
2015-го року захистив докторську дисертацію Волощук Мирослав Михайлович на тему:«"Русь" в Угорському королівстві (ХІ - друга половина XIV ст.): суспільно-політична роль, майнові стосунки, міграції», 2016 р. отримав звання професора кафедри всесвітньої історії. Цього ж року захистив докторську Борчук Степан Миколайович на тему: “Українська енциклопедична традиція ХХ ст.: проекти, виконавці, перспективи дослідження” 2018-го отримав звання професора кафедри всесвітньої історії.
2015 року на факультеті було відкрито кафедру політичних інститутів та процесів, її очолив професор Марчук Василь Васильович. На кафедрі також працює професор Дерев'янко Сергій Миронович.
2017-го року на факультеті створено кафедру міжнародних економічних відносин. З моменту створення до сьогодення кафедру очолює Михайлишин Лілія Іванівна.
2020-го року Шологон Л.І отримала звання професора кафедри історіографії, того ж року кафедру було приєднано до кафедри історії Центрально-Східної Європи.
2021-го року Н. М. Кіндрачук захистила докторську дисертацію на тему: Соціально-культурні процеси в українському етнічному середовищі УРСР (60–70-ті рр. ХХ ст.): динаміка, тенденції, наслідки.
З 2022 року ряд викладачів та студентів факультету після Російського вторгнення в Україну вирушили на фронт.
В листопаді 2023 року деканом факультету історії, політології і міжнародних відносин обрано завідувача кафедри міжнародних відносин Ігора Федоровича Гурака.

#### Історичний факультет в умовах російсько-української війни
За ваговий вклад у захист територіальної цілісності та недоторканості кордонів України випускники та студенти факультету історії були нагороджені відзнаками:
- солдат Марковецький Іван Дмитрович "Орден за мужність"[40]
- сержант 37-ї окремої бригади морської піхоти ВМС ЗСУ Мельник Тарас Іванович нагороджений відзнакою Президента України "За оборону України"

У лавах Сил оборони України боронячи Україну загинули випускники та студенти прикарпатського університету:
- солдат Цуканов Володимир Володимирович випускник 2004р. Кавалер ордена "За мужність" (посмертно)
- солдат Джус Юрій Ярославович випускник 2012р. Кавалер ордена "За мужність" (посмертно)
- старший солдат Витошко Володимир Петрович випускник 2013р. Кавалер ордена "За мужність" (посмертно)
- солдат Цюцяк Роман Богданович випускник 2014р. Кавалер ордена "За мужність" (посмертно)
- солдат Пітчук Остап Тарасович (1998-2023) випускник магістратури 2020 р., почесний громадянин міста Івано-Франківськ (посмертно).
- старший солдат Гринішак Олег Юрійович студент бакалаврату в 2020-2023 рр. Кавалер ордена "За мужність" (посмертно)
- солдат Вуянко Марко студент 2008-2013 рр.
- солдат Олексин Владислав 2003-2024 рр.
- солдат Бабінчук Петро Миколайович 1994-2024рр.

## Декани історичного факультету
- Великий П.Л. 1940—1944[41]
- Денисовець Павло Мусійович 1944—1951[41]
- Рущенко Петро Тихонович 1953—1955
- Духніч Василь Афанасійович 1955—1957
- Побережний Іван Никанорович 1957—1961[42]
- Січкар Григорій Васильович 1961—1962
- Патлажан Юхим Ізраїльович 1967—1968
- Червінкін-Корольов Іван Іванович 1968—1976
- Патлажан Юхим Ізраїльович 1976—1977
- Гуменюк Володимир Іванович 1977—1980[43]
- Крюков Анатолій Васильович 1980—1981
- Шумейко Іван Михайлович 1981—1991
- Іванцев Ігор Денисович 1991—1993
- Кугутяк Микола Васильович 1993—2023
- Гурак Ігор Федорович 2023

## Кафедри факультету

### Кафедра історії України і методики викладання історії
Завідувачі кафедри: І.І.Червінкін-Корольов (1957-1963); І.К.Васюта (1963-1980); О.Ю.Карпенко (1986-1990); В.В.Грабовецький (1990-2007); І.Я.Райківський (з 2007)
Кафедра історії України фактично заснована 1968 року на базі кафедри історії історико-філологічного факультету. Першим завідувачем кафедри став професор Васюта Іван Кирилович. У силу політичних процесів в Українській РСР кафедра носила назву історії СРСР та УРСР.  В 1986 році кафедру очолив Карпенко Олександр Юхимович, а в 1991 Грабовецький Володимир Васильович. Того ж року кафедра історії СРСР та УРСР була реформована в кафедру історії УРСР пізніше в історії України. В 2007 році професор Грабовецький покинув свою посаду, новим завідувачем став учень професора Карпенка Ігор Ярославович Райківський.
На кафедрі працювали професори: Іван Васюта, Олександр Карпенко, Володимир Грабовецький, Ярослав Ісаєвич, Ігор Райківський

### Кафедра всесвітньої історії
Вибрані кандидатські дисертації на тематику всесвітньої історії:
- Патлажан Юхим Ізраїльович: Криза рабовласницького ладу і революційний рух експлатованих масс в східній частині Римської імперії в останній третині IV ст. 364-365 н.е. Одеса, 1953 р.[44]
- Чудіновських Емма Іллінічна: Торгівля далматійських міст з Центральним і Східним Середземномор'ям наприкінці XIII — першій половині XV ст. За матеріалами Трогіра, Дубровника, Котора. Єкатеренбург, 1967 р.
- Заборовський Ярослав Юрійович: "Спроби вирішення  аграрної кризи кінця 130-х рр. до.н.е. в Республіканському Римі. аграрна реформа Тиберія Гракха". Санкт-Петербург, 1967 р.[45]
- Василенко Борис Анатолійович: «Керамічні клейма з античних поселень на узбережжі Дністровського лиману як джерело для вивчення торгівельних зв'язків Північно-Західного Причорномор'я з грецьким світом. (V-III століття до нашої ери)». Одеса, 1971 р.[46]

### Кафедра етнології і археології
Завідувачі кафедри: М.В.Кугутяк (2006-2014); Б.П.Томенчук (з 2014)
Завідувач доцент Томенчук Богдан Петрович. Кафедра створена 2006 року професором Кугутяком Миколою Васильовичем.
З 2014 року кафедру очолює відомий в Україні археолог, автор новітньої концепції заснування Галича доцент Томенчук Богдан Петрович

### Кафедра історії ЦСЄ
Завідувачі кафедри: П.С.Федорчак (1992-2006); В.Л.Комар (з 2006)
Кафедра заснована 1992 році на базі викладачів які викладали історію СРСР. Першим очільником став доктор наук, професор Федорчак Петро Степанович. З 2007 року кафедру очолює професор Комар Володимир Леонович. Витоки слов'янознавства в Прикарпатському університеті сягають часів 1950-х рр. Тоді слов'янські країни вивчав к.і.н. Прокоп Роман Олександрович у сфері його інтересів зокрема було Краківське повстання 1846 р. Болгаристику в стінах історичного факультету розвивали Рущенко Петро Тихонович та Іванцев Ігор Денисович. Південних слов'ян у своїй праці також торкалась Чудіновських Емма Ілінічна (Торгові шляхи та розвиток міст на Балканах).
Історію Росії досліджували Крюков Анатолій Васильович, Дебенко Василь Зіновійович, Духніч Василь Офанасійович, Червінкін-Корольов іван Іванович
Вибрані кандидатські дисертації на слов'янську тематику:
- Духніч Василь Офанасійович: Селянський рух в Московській державі в 1606-1610 рр. Київ, 1947 р.
- Рущенко Петро Тихонович: Народне антифашиське збройне повстання 1923 року в Болгарії. Харків, 1952 р.[47]
- Червінкін-Корольов Іван Іванович: Розгром іноземних інтервентів і білогрвардійців під Петроградом в 1919 р.[48]
- Прокоп Роман Олександрович: Краківське повстання 1846[49] Львів, 1955 р.
- Крюков Анатолій Васильович: І.І.Срезневський як історик. Київ, 1977р.[50]
- Дебенко Василь Зіновійович: Імперська ідея в Московській державі в кінці ХV – ХVІ ст. Чернівці, 2001

### Кафедра політології
Завідувачі кафедри: С.Д.Сворак (2000-200?); М.Ф.Москалюк (2002-2005); В.В.Марчук (2005-2014); В.Й.Климончук (з 2014)

### Кафедра історичних інститутів та процесів
Завідувачі кафедри: В. В. Марчук (2015-2022); Ю. В. Кобець (з 2022)

### Кафедра міжнародних відносин
Завідувачі кафедри: П. Д. Сарадчук (2007-2011); І.Є.Цепенда (2011-2014); І.Ф.Гурак (2014-2018); Н.М.Стецюк (з 2018)

### Кафедра іноземних мов і перекладу
Завідувачі кафедри: М.Р. Ткачівська (з 2010)

### Кафедра міжнародних економічних відносин
Завідувачі кафедри: Л.І.Михайлишин (з 2017)

### Кафедра історіографії та джерелознавства (розформована в 2021-му р.)
Завідувачі кафедри: Б.П.Савчук (2000-2005); О.В.Марущенко (2005-2021)

### Кафедра історії до 1968
існувала з 1945 до 1967 на факультеті. 1952-1957 рр. завідувач доцент Побережний Іван 1957-1963 завідувач доцент Червінкін-Корольов Іван Іванович 1963-1967 завідувач Васюта Іван Кирилович В 1967 році кафедра ліквідована.

## Відомі випускники
Категорія: Випускники історичного факультету Прикарпатського університету
- Буджиган Пилип Пилипович нардеп (КПУ) третього і четвертого скликання
- Стасів Любов Володимирівна нардеп (БЮТ) п'ятого скликання
- Сич Олександр Масимович нардеп (Свобода) VII-го скликання
- Синютка Олег Михайлович (БПП/ЄС) нардеп VІІ-го та IX скликання
- Кафарський Володимир Іванович (НДП) нардеп ІІІ і ІV скликання
- Триндюк Юрій Григорович (БЮТ) нардеп
- Шлемко Дмитро Васильович (БЮТ) нардеп
- Новицький Євген Антонович (КПУ) депутат І скликання
- Юхимець Ольга Федорівна (КПУ) депутат III-го скликання

## Див.також
Категорія: Працівники інституту історії Прикарпатського університету